# موجات حر 2023

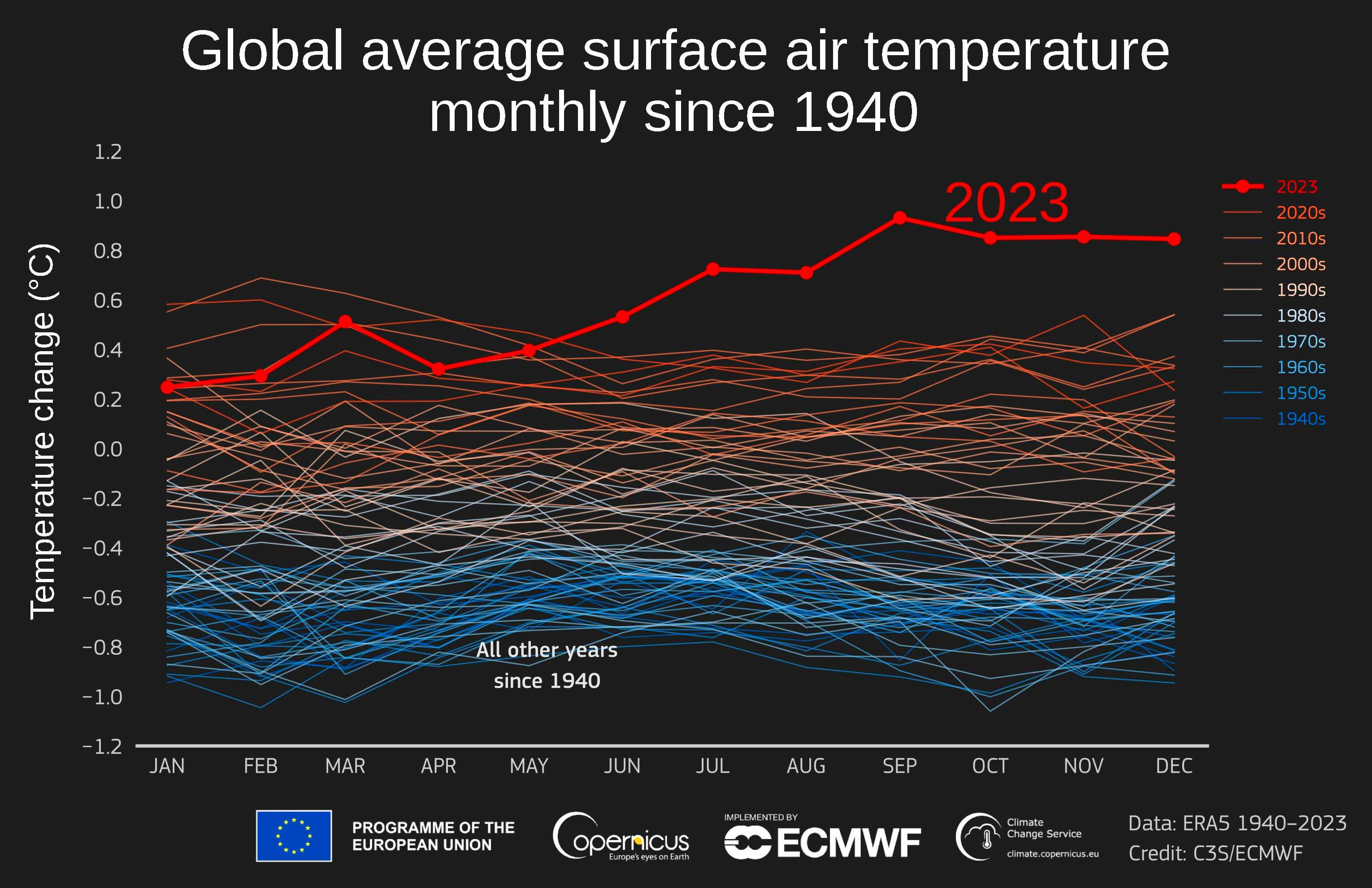
مخطط خطي مكدس يوضح درجة حرارة السطح العالمية الشهرية منذ عام 1940، مع التركيز على عام 2023 المصدر: ملخص المناخ السنوي لعام 2023 / أبرز الأحداث المناخية العالمية لعام 2023. برنامج كوبرنيكوس (9 يناير 2024). مؤرشفة من الأصلي في 9 يناير 2024. يذكر المصدر: “درجة حرارة الهواء السطحي العالمية الشهرية [1] الشذوذ (درجة مئوية) مقارنة بالفترة 1991-2020 من يناير 1940 إلى ديسمبر 2023، تم رسمها كسلسلة زمنية لكل عام. 2023 يظهر بخط أحمر سميك بينما تظهر السنوات الأخرى بخطوط رفيعة ومظللة وفقًا للعقد، من الأزرق (الأربعينيات) إلى الأحمر القرميدي (2020)

بدأت عدد من موجات الحرارة في أجزاء من نصف الكرة الشمالي في أبريل 2023، والتي لا تزال كثيرة منها مستمرة. تم تحطيم العديد من الأرقام القياسية في درجات الحرارة،  وكان شهر يوليو هو الشهر الأكثر سخونة على الإطلاق.  أدت درجات الحرارة غير الطبيعية إلى احتمال "متطرف جدا" للحرائق الغابية، وفقاً لمؤشر الطقس الحراري.  أرجع العلماء موجات الحرارة إلى تغير المناخ من صنع الإنسان.  
خلال كل يوم في يوليو 2023، يشهد مليار شخص ظروف حرارة أكثر عرضة على الأقل ثلاث مرات بسبب تغير المناخ و 6.5 مليار شخص يعانون من هذا التأثير على الأقل يوم واحد في هذا الشهر.
تسببت موجات الحر في أضرار جسيمة في جنوب الولايات المتحدة الأمريكية وجنوب أوروبا وجنوب وجنوب شرق آسيا. 